# Зубов Валентин Платонович
Зубов Валентин Платонович (рос. Зубов Валентин Платонович; 22 листопада, 1884, Санкт-Петербург — 9 листопада, 1969, Париж) — граф, доктор філософії (1913), засновник Інституту історії мистецтв (1912), перший директор націоналізованих Великого Гатчинського палацу і Павловського палацу.

## Життєпис
Народився в Санкт-Петербурзі. Батько — граф, таємний радник Зубов Платон Олександрович, мати — Плаутіна Віра Сергіївна. Був наймолодшим серед трьох синів в родині.

## Навчання
Навчання було домашнім, але мати попіклувалась про запрошення найкращих викладачів. Гімназичні іспити здав екстерном.
Навчався в Імператорському Петербурзькому університеті, історико-філологічний факультет. Відраза від казенного викладання в університеті примусила покинути його. Відбув за кордон і знання іноземних мов надало можливість навчатися уривками в університетах міст Гейдельберг, Берлін, Лейпціг.

## Заснування нового інституту
1912 року в Петербурзі засновано новий для Росії науково-навчальний заклад.
Ініціатором створення подібного закладу в тодішній столиці Російської імперії став аристократ, граф Зубов Валентин Платонович. Подібний заклад був тоді у місті Флоренція (Італія), що уславився як центр мистецтв та центр їх дослідження. Саме у Флоренції працював один з перших європейських мистецтвознавців — Джорджо Вазарі. Російська імперія і її уряд не піклувались ні про створення подібного інституту, ні про відповідне для нього приміщення. За недалекоглядну державу це виконав граф Зубов В. П., котрий і заснував інститут, і віддав безкоштовно під його розташування низку приміщень власного палацу. Зубов казав, що служити державі можна і — служінням мистецтву.
- Навчання в інституті за часів Зубова було безкоштовним, утримувалось його коштом.
- Викладачами були запрошені авторитетні знавці мистецтв, переважно закордонного, традиційно сильного в Петербурзі.
- Граф Зубов передав новоствореному мистецтвознавчому закладу також  безкоштовно власну бібліотеку у 6000 томів[3]. Роками дбав про її збільшення.
- Новий заклад визнали юридично, а викладачі отримали звання професорів.

До рівня знавців піднявся і сам Зубов, котрий захистив докторську дисертацію з філософії 1913 року. З 1915 року — він професор, котрий отримав право викладати в інституті. До 1921 р. рахувався ректором інституту з дозволу більшовицького Наркома освіти А. В. Луначарського.

## Рятування колекцій Гатчинського палацу
1917 року після націоналізації Гатчинського палацу в складі комісії брав участь в рятуванні мистецьких скарбів палацу і їх евакуації у Петроград. За наказом А. В. Луначарського став першим директором націоналізованого Великого Гатчинського палацу, а також Павловського палацу.

## Арешти
Як граф і дворянин був під постійною підозрою у уряду більшовиків. Був декілька разів арештований і запроторений у в'язниці.
- 15 листопада 1917 року заарештований у Гатчині, 26 листопада випущений з тюрми.
- Новий арешт 7 березня 1918 р. звільнений через два дні 9 березня 1918 року.

- Третій арешт 2 серпня 1922 року в Москві, перебував у внутрішній тюрмі на Лубянці, переведений у Бутирську тюрму. Другого вересня 1922 року силоміць перевезений у Петроград і запроторений у так званий Будинок попереднього ув'язнення НКВС (Санкт-Петербург). Другого грудня 1922 року звільнений.[6]

## Еміграція
- 15 січня 1925 року вийшов у відставку. 16 липня 1925 року відбув разом із дружиною у еміграцію.
- Рятуючи власне життя і життя родини емігрував у Німеччину.
- По закінченні 2-ї світової війни мешкав в Парижі, де і помер.

Працював викладачем. Був експертом і посередником у багатих клієнтів-колекціонерів творів мистецтва. Друкував в емігрантській газеті «Русская мисль» власні статті. Їх загальна кількість — 200 зразків.

## Шлюби
- Перша дружина — Софія Іппа (1886—1955, Зальцбург), котра народила доньку Анастасію. Дружина померла в еміграції в Австрії.
- Друга дружина — Катерина Гвидівна Пенгу (1888—1966, Штудгарт), котра народила сина Івана. Дружина померла в еміграції в Німеччині.
- Третя дружина — Анна Йосипівна Бичунська (Нюта, 2 (20).07.1898 — 8.11.1981). Розділила з чоловіком еміграцію у Францію.

## Друковані твори (російською)
- Низка статей в періодичних виданнях (газети «Жизнь искусства», «Красная газета» тощо)
- «Карло ди Джиованни Росси: К истории упадка петербургского ампира» (1913)
- «Царь Павел I. Человек и судьба» (1963)
- «Страдные годы России. Воспоминания о Революции (1917—1925)» (1968, перевидання 2004)

## Галерея

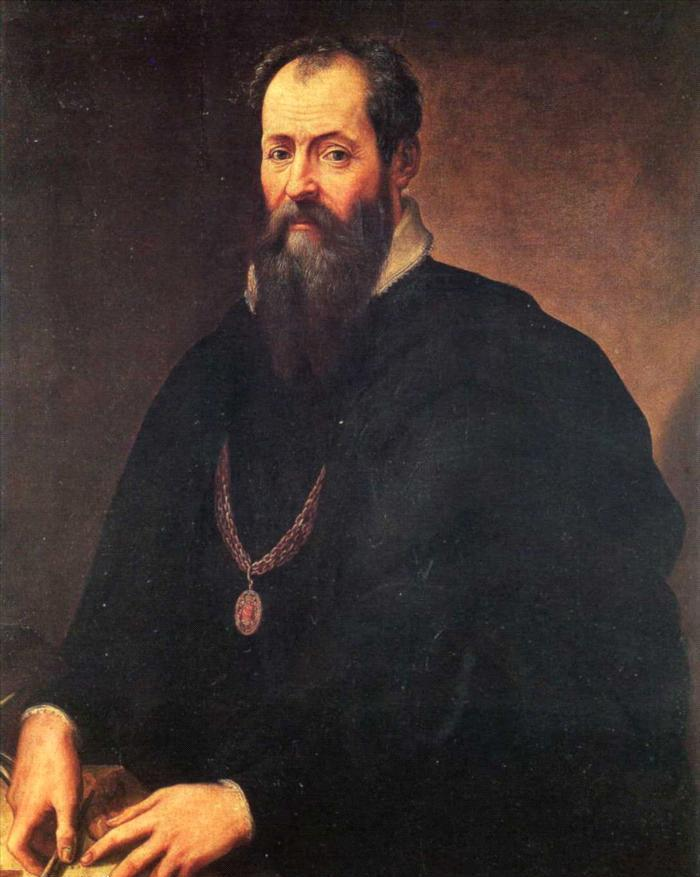
Джорджо Вазарі, автопортрет
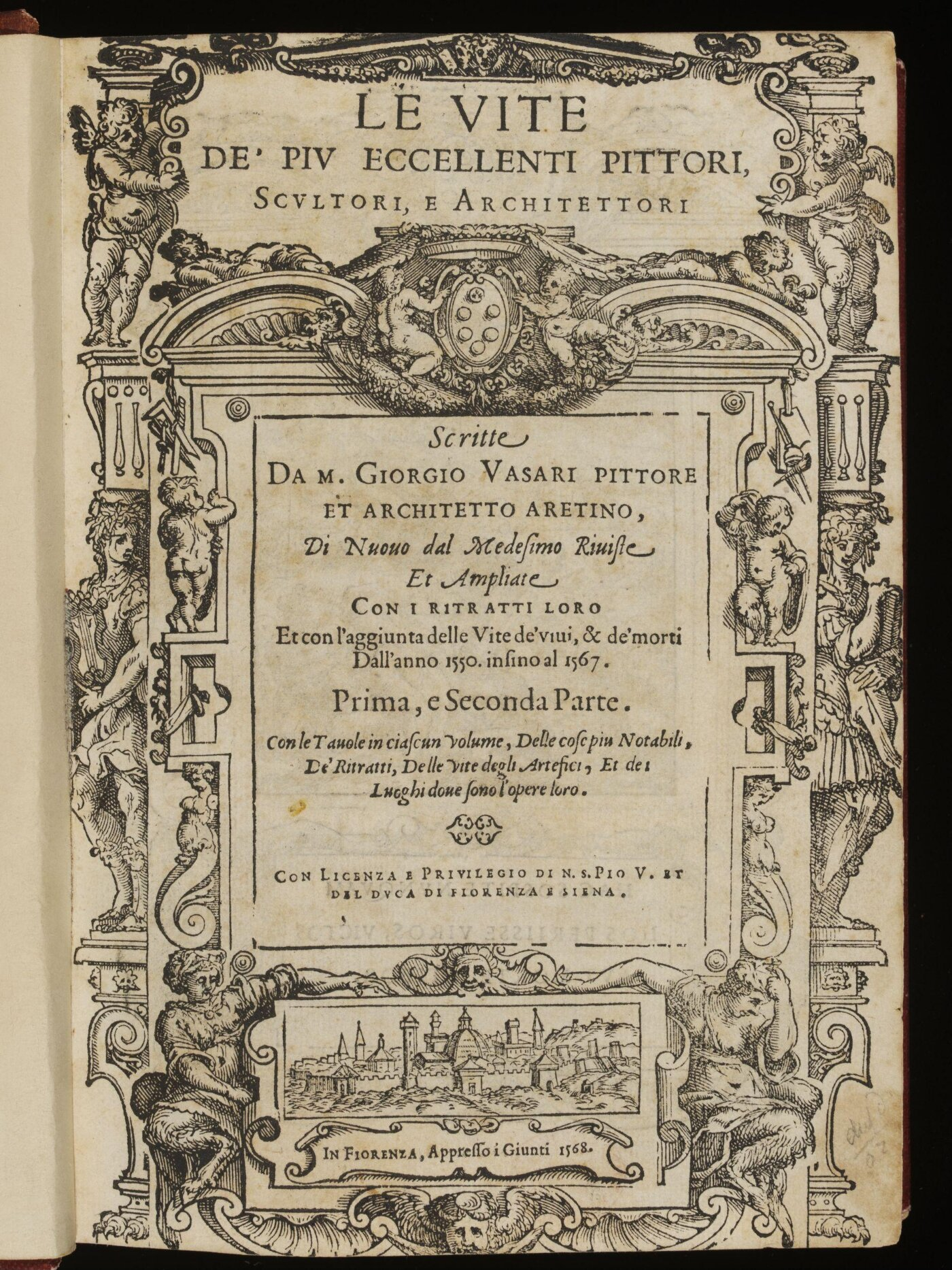
Перше видання «Життєписів найвідоміших художників, скульпторів і архітекторів» Вазарі.
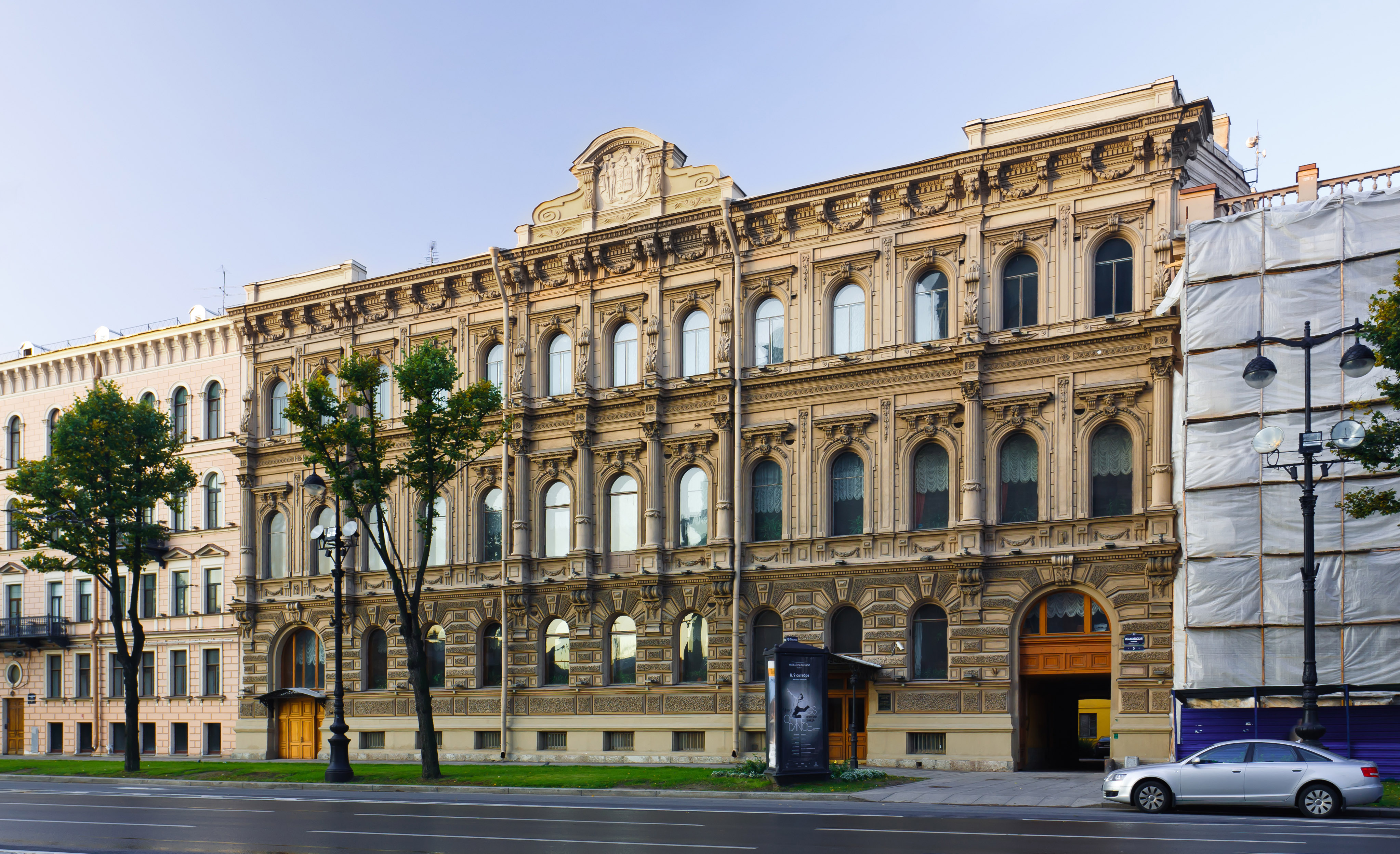
Російський інститут історії мистецтв, колишній палац графа Зубова В.П., засновника інституту.
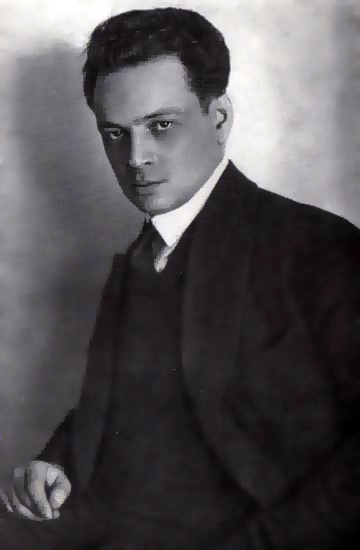
Тинянов Юрій Миколайович (1894-1943)